# ペロブスカイト半導体
ペロブスカイト半導体（ペロブスカイトはんどうたい）とは、ペロブスカイト構造(有機-無機複合層状ペロブスカイト化合物)を有する半導体で、太陽電池や半導体レーザー等の次世代光半導体素子として期待される。

## 概要
ヨウ化スズを無機骨格とし、有機カチオンと組み合わせた層状化合物は、電子構造（バンドギャップやバンド幅）を有機カチオンによって制御可能な半導体である。ハロゲン化金属の類似物質は通常はほとんど電気伝導性を示さないが、ヨウ化スズ系はドーピングによって高伝導性を示す。
ハロゲン化鉛系半導体（CH3NH3PbI3）は、2009年に初めて太陽電池材料として報告された材料で2016年には最大21.0%の変換効率が報告されている。印刷技術によって製造できるため、低価格化が期待される。
また、太陽電池以外にも発光ダイオード、半導体レーザーとしての用途も可能性が見出されており、今後の研究の進展が期待される。印刷技術によって製造が可能なため、RGB各色のペロブスカイト半導体材料をインクジェットなどで基板上に塗布すればデジタルサイネージのような用途へカラーフィルタの不要な柔軟性のある大面積のディスプレイが製造可能になる。
2014年にケンブリッジ大学キャヴェンディッシュ研究所のSir Richard Friendの研究チームとオックスフォード大学のSnaithの研究チームはペロブスカイト太陽電池が光吸収だけでなく発光性能にも優れていることを実証した。